# Hot Springs County
Das Hot Springs County ist ein County im Bundesstaat Wyoming der Vereinigten Staaten. Bei der Volkszählung 2020 hatte das Hot Springs County 4.621 Einwohner. Der Verwaltungssitz (County Seat) ist Thermopolis.

## Geographie
Das County hat eine Fläche von 5196 Quadratkilometern, davon sind 6 Quadratkilometer Wasserfläche. Hot Springs Count grenzt im Nordosten an Washakie County, im Süden an Fremont County und im Nordwesten an Park County.

## Geschichte
Das County wurde im Jahre 1911 gegründet.

## Demografische Daten

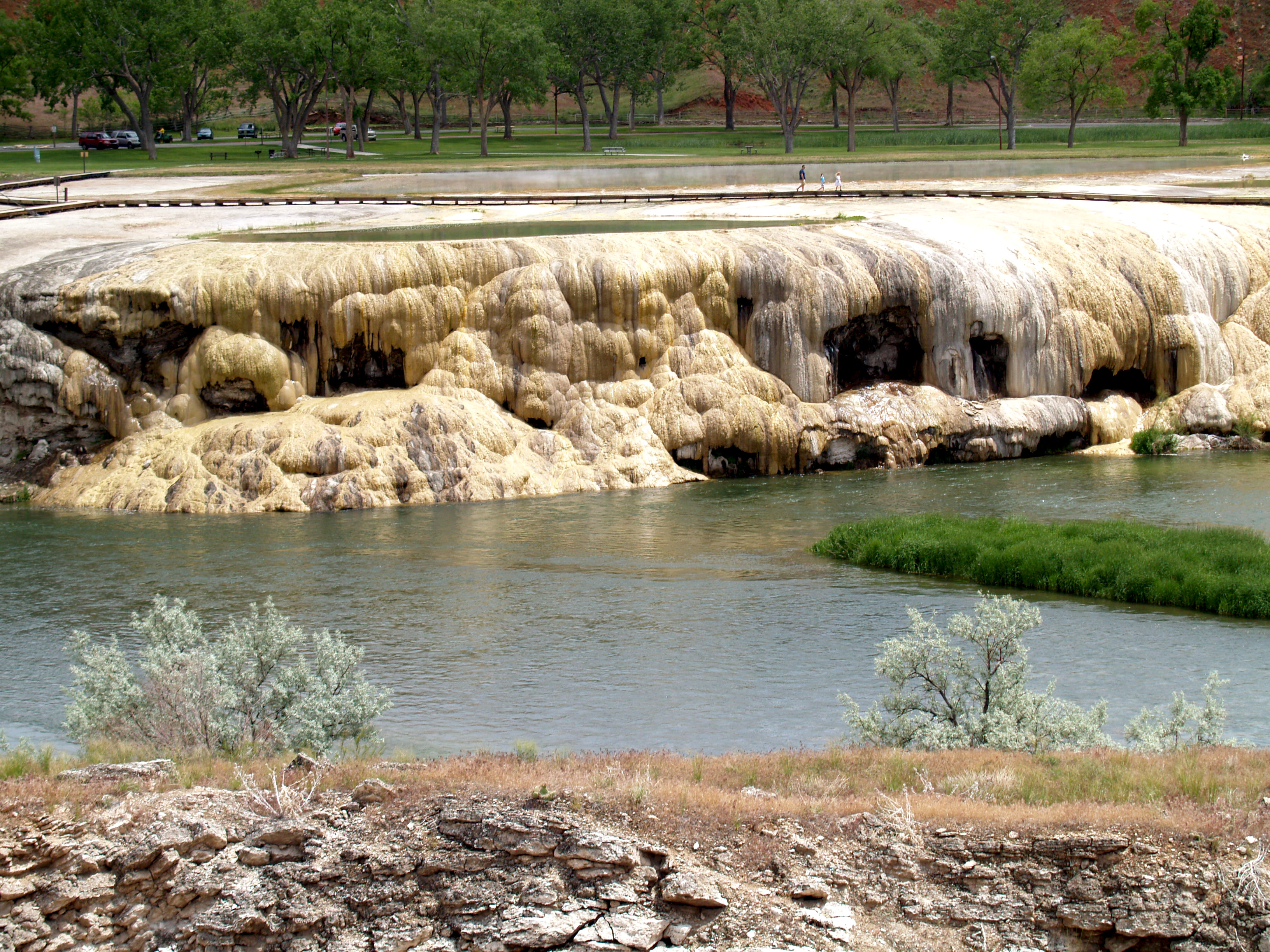
Der Hot Springs State Park

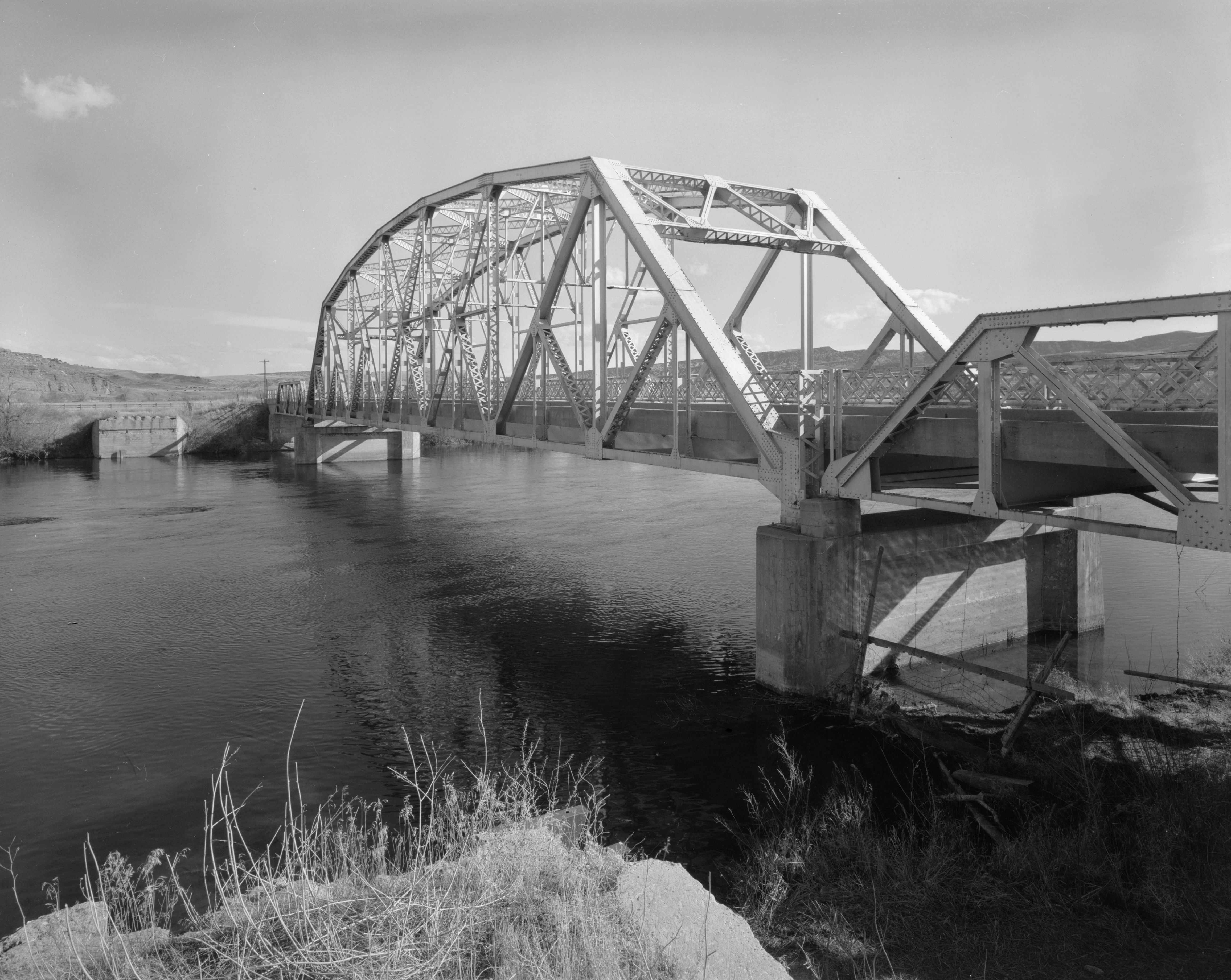
Die Four Mile Bridge über den Bighorn River

Nach der Volkszählung im Jahr 2000 lebten im Hot Springs County 4882 Menschen. Es gab 2108 Haushalte und 1353 Familien. Die Bevölkerungsdichte betrug 1 Einwohner pro Quadratkilometer. Ethnisch betrachtet setzte sich die Bevölkerung zusammen aus 95,96 % Weißen, 0,35 % Afroamerikanern, 1,52 % amerikanischen Ureinwohnern, 0,25 % Asiaten, 0,00 % Bewohnern aus dem pazifischen Inselraum und 0,63 % aus anderen ethnischen Gruppen; 1,29 % stammten von zwei oder mehr ethnischen Gruppen ab. 2,38 % Prozent der Bevölkerung waren spanischer oder lateinamerikanischer Abstammung.
Von den 2108 Haushalten hatten 25,50 % Kinder und Jugendliche unter 18 Jahre, die bei ihnen lebten. 54,30 % waren verheiratete, zusammenlebende Paare, 7,40 % Prozent waren allein erziehende Mütter, 35,80 % waren keine Familien. 31,70 % waren Singlehaushalte und in 14,80 % lebten Menschen im Alter von 65 Jahren oder darüber. Die Durchschnittshaushaltsgröße betrug 2,25 und die durchschnittliche Familiengröße lag bei 2,82 Personen.
Auf das gesamte County bezogen setzte sich die Bevölkerung zusammen aus 22,00 % Einwohnern unter 18 Jahren, 5,90 % zwischen 18 und 24 Jahren, 23,30 % zwischen 25 und 44 Jahren, 28,70 % zwischen 45 und 64 Jahren und 20,00 % waren 65 Jahre alt oder darüber. Das Durchschnittsalter betrug 44 Jahre. Auf 100 weibliche Personen kamen 92,70 männliche Personen, auf 100 Frauen im Alter ab 18 Jahren kamen statistisch 89,80 Männer.
Das jährliche Durchschnittseinkommen eines Haushalts betrug 29.888 USD, das Durchschnittseinkommen der Familien betrug 39.364. USD. Männer hatten ein Durchschnittseinkommen von 27.030 USD, Frauen 18.667 USD. Das Prokopfeinkommen betrug 16.858 USD. 10,60 % der Familien und 8,60 % der Bevölkerung lebten unterhalb der Armutsgrenze. 12,10 % davon waren unter 18 Jahre und 7,90 % waren 65 Jahre oder älter.

## Orte im Hot Springs County
Towns
| - East Thermopolis - Kirby - Thermopolis |

Census-designated places (CDP)
| - Lucerne - Owl Creek |

Unincorporated Communitys
| - Grass Creek - Wedding of the Waters |

Ghost Town
| - Gebo |

## Schutzgebiete
- Hot Springs State Park
- Wind River Indian Reservation